# دورنیه دو ۱۷
دورنیه دو ۱۷ (به آلمانی: Dornier Do 17) یک بمب‌افکن سبک و هواگرد شناسایی ساخت شرکت دورنیه در آلمان بود. این هواگرد به عنوان بمب‌افکن سریع طراحی شد تا با سرعت بالا جنگنده‌های دشمن را پشت سر بگذارد.

## طراحی و توسعه
دورنیه دو ۱۷ به عنوان یک هواپیمای نامه‌بر چهار سرنشین با سرعت کافی جهت مقاصد تجاری برای دویچه لوفت‌هانزا طراحی شد. نخستین پیش‌نمونه (فاو-۱) روز ۲۳ نوامبر سال ۱۹۳۴ به پرواز درآمد. این هواگرد به همراه پیش‌نمونه‌های دوم و سوم سال ۱۹۳۵ برای ارزیابی تحویل لوفت‌هانزا شد. این شرکت هواپیمایی فضای درون را تنگ و استفاده از آن را غیر عملی دانست. بدین جهت پیش‌نمونه‌ها به شرکت دورنیه بازگرداننده شدند. یکی از خلبانان لوفت‌هانزا که رابط بین هواپیمایی و وزارت هوانوردی رایش بود و خود با دو ۱۷ پرواز کرد، آن را مستعد نقش بمب‌افکن دید. بدین شکل با توجه عدم به پذیرش تجاری آن، هواگرد به سرعت توجه لوفت‌وافه را به خود جلب کرد. در کارآزمایی‌های اولیه دُم یگانه هواگرد با تثبیت‌گر عمودی و سکان دو تایی جایگزین شد تا انحراف آن در محور بالا و پایین کاهش یابد. یک محفظه بمب در پشت تیر اصلی بال تعبیه شد. پیش‌نمونه چهارم مورد آزمون لوفت‌وافه قرار گرفت. پنج پیش‌نمونه مشابه دیگر ایجاد شد که در سه مورد نوک و زیر دماغه طولانی لعاب‌دار بود و سه نمونه آخر یک جایگاه در پشت اتاقک خلبان برای یک مسلسل ۷٫۹۲ میلی‌متری ام‌گه ۱۵ برای استفاده بیسیم‌چی وجود داشت. در پیش‌نمونه‌های هفتم و نهم یک دماغه کوتاه با لعاب بیشتر به‌کار رفت که نسخه استاندارد شد. تا هنگام پرواز نمونه نهم، دو ۱۷ به یک بمب‌افکن قابل برای رایش سوم بدل گردید و وارد خط تولید شد. این هواگرد برای نخستین بار ماه ژوئیه سال ۱۹۳۷ در مسابقات بین‌المللی هواگردهای نظامی در زوریخ سوئیس در انظار عمومی قرار گرفت. دو ۱۷ توانست تمامی جنگنده‌ها را با سرعت خود پشت سر بگذارد. بدنه باریک و بلند لقب «مداد پرنده» را برای آن به همراه داشت.
به منظور تناسب و سهولت در تولید تحت لیسانس و تولید غیر متمرکز، دو ۱۷ با طراحی در اجزای کوچک بود که مزیت عمده امکان افزوده شدن تجهیزات به صورت میدانی را نیز فراهم می‌آورد. این مدل اولیه هواگرد می‌توانست به سرعت ۳۹۱ کیلومتر بر ساعت برسد و ۵۰۰ کیلوگرم یا در ماموریت‌های کوتاه ۷۵۰ کیلوگرم بمب حمل کند. مدل‌های دو ۱۷ایی بمب‌افکن و دو ۱۷اف شناسایی دو موتور ب‌ام‌و ۶ توان ۷۵۰ اسب بخار و یک دریچه زیر بدنه جلوتر از محفظه بمب برای یک مسلسل ام‌گه ۱۵ شلیک‌کننده به سمت پایین، داشتند. مدل اف با مخزن سوخت اضافی و دو دوربین در محفظه بمب بود. قرار بود در ادامه موتور ب‌ام‌و ۶ با دایملر-بنتس ۶۰۰آ با توان ۱٬۰۰۰ اسب بخار که در پیش‌نمونه هشتم آزمایش شده بود، جایگزین شود؛ با این حال تولیدات این موتور کم بود و همان مقدار نیز به جنگنده‌ها تعلق می‌گرفت. از این رو سال ۱۹۳۸ مدل عمده دو ۱۷ام بمب‌افکن متوسط با موتور شعاعی ۹ سیلندر برامو ۳۲۳آ-۱ با توان ۹۰۰ اسب بخار (۶۷۵ کیلووات) وارد خط تولید شد و مدت کوتاهی بعد دو ۱۷په از گونه شناسایی با موتور شعاعی ب‌ام‌و ۱۳۲اِن با توان ۸۷۵ اسب بخار (۶۴۸ کیلووات) پدید آمد. هر دو مدل محفظه بمب طولانی‌تری داشتند و می‌توانستند تا ۱٬۰۰۰ کیلوگرم بمب را حمل کنند. در این مدل‌ها تسلیحات افزوده شدن یک مسلسل ام‌گه ۱۵ شلیک‌کننده به جلو افزایش یافت که با حرکت آزاد به بالا و پایین، خلبان یا بمب‌انداز/ناوبر آن را به‌کار می‌گرفت. اغلب یک جفت مسلسل ام‌گه ۱۵ دیگر نیز به صورت میدانی به هواگرد افزوده می‌شد. با وجود یک قایق نجات هواگرد عنوان دو ۱۷ام/او-۱ می‌گرفت. هواگردهای گرمسیری با فیلتر شن دو ۱۷ام-۱/تروپ و دو ۱۷په-۱/تروپ نامیده شدند. پس از آن‌ها ۱۸ فروند از مدل‌های پیش‌تولید دو ۱۷اس شناسایی و دو ۱۷او مسیریابی با موتور خطی دایملر-بنتس دی‌ب ۶۰۰آ تولید شد.
یوگسلاوی نیز مدل صادراتی دو ۱۷کا را سفارش داد. هواگردهای دو ۱۷ام با عنوان دو ۱۷کابه-۱ بمب‌افکن، دو ۱۷کاآ-۲ و دو ۱۷کاآ-۳ شناسایی به این کشور صادر شدند. همه این هواگرد موتور شعاعی ژنوم-رون ۱۴ نا/۲، مسلسل اف‌ان براونینگ و دماغه طولانی لعاب‌دار پیش‌نمونه‌های دو ۱۷ داشتند. در تعدادی توپ خودکار ۲۰ میلی‌متری ایسپانو سوئیزا ۴۰۴ به عنوان سلاح دفاعی هم نصب شد.
قوای بمب‌افکن آلمان سال ۱۹۳۹ مدل بهبود یافته دو ۱۷سِت با اتاقکی لعاب‌دار با فضای بزرگ‌تر و یک جایگاه تیربارچی دم در زیر بدنه برای مقابله هواگردهای مهاجم، را دریافت کرد. موتور این نمونه نیز برامو ۳۲۳ با ۱٬۰۰۰ اسب بخار توان بود که ظرفیت حمل بمب را به ۱۰۰۰ کیلوگرم افزایش می‌داد. حدود ۴۰۰ فروند نیز از این مدل تولید شد.

## تولید
مدل دو ۱۷ایی نسخه اولیه تولید بود. تا پایان سال ۱۹۳۸ مجموعاً ۵۸۰ فروند از چهار مدل ایی، اف، ام و په به لوفت‌وافه تحویل داده شد. آلمان بیست فروند دو ۱۷کا به یوگسلاوی فرستاد. تولید تحت لیسانس در کارخانه هواگردسازی دولتی از سال ۱۹۳۹ در یوگسلاوی آغاز شد.

## تاریخچه عملیاتی
در بدو ورود دو ۱۷ به خدمت لوفت‌وافه چهار جناح جدید از آن‌ها تشکیل داد و گروه شناسایی برد بلند خود را به مدل دو ۱۷ اف-۱ مجهز کرد. حدود ۳۵ هواگرد از مدل‌های دو ۱۷ایی و دو ۱۷اف سال ۱۹۳۷ راهی جنگ داخلی اسپانیا شدند تا با لژیون کوندور عملیات‌های رزمی را تجربه کنند. در این رزم‌گاه هواگرد می‌توانست از جنگنده‎های دشمن بگریزد. هنگام آغاز جنگ جهانی دوم، لوفت‌وافه هواگردهای دو ۱۷ام و دو ۱۷ست را به عنوان بمب‌افکن و دو ۱۷اف و دو ۱۷په را به عنوان هواگرد شناسایی در خدمت داشت. هواگردهای دو ۱۷ست در قالب چهار جناح ۲، ۳، ۷۶ و ۷۷ رزمی در تهاجم به لهستان در ماه سپتامبر سال ۱۹۳۹ و تهاجم به کشورهای سفلی و فرانسه در سال ۱۹۴۰ مشارکت کردند. از ماه ژوئیه سال ۱۹۴۰ این هواگرد بخشی از نیروی بمب‌افکن حاضر در نبرد بریتانیا را تشکیل می‌داد. با وجود این که دو ۱۷ هنگام ورود به خدمت پر سرعت‌تر از هر جنگنده هم‌عصر خود بود، در این مدت به سرعت منسوخ و در جریان نبردهای فرانسه و بریتانیا متحمل خسارات سنگین شد. در طول سه ماه بیش از ۱۴۰ هواگرد دو ۱۷ست در مقابل جنگنده‌های بریتانیایی در این نبرد از دست رفتند. با وجود مشکلات اندک فنی، دو ۱۷ عملکرد ضعیف‌تری نسبت به هاینکل هائی ۱۱۱ و یونکرس یو ۸۸ داشت. بدین ترتیب بیشتر هواگردهای دو ۱۷ با بمب‌افکن‌های یو ۸۸ جایگزین شدند. به هر صورت هواگردهای باقی‌مانده در کارزار بالکان و تهاجم به شوروی در سال ۱۹۴۱ همچنان به کار گرفته شدند.
هنگام تهاجم آلمان به آغاز یوگسلاوی در سال ۱۹۴۱، حدود ۷۰ فروند دو ۱۷کا در خدمت نیروی هوایی یوگسلاوی بودند. از این میزان ۲۶ فروند در درگیری‌های اولیه از بین رفتند. تعدادی به مصر گریختند که دو فروند از آن‌ها مختصراً در نیروی هوایی بریتانیا خدمت کرد. تعداد دیگری به اضافه چند فروند اضافی دو ۱۷ایی-۱ در اختیار دولت مستقل کرواسی، متحد آلمان قرار گرفتند.

## مشخصات فنی
دو ۱۷ست-۲:
مشخصات عمومی
- خدمه: ۴ نفر
- طول: ۱۵٫۸۶ متر
- طول بال: ۱۸ متر
- ارتفاع: ۴٫۶ متر
- وزن خالی: ۵٬۲۱۰ کیلوگرم
- وزن بارگزاری‌شده: ۸٬۵۴۰ کیلوگرم

دورنیه دو ۱۷ست

- نیرومحرکه: ۲ × موتور شعاعی برامو ۳۲۳: ۱٬۰۰۰ اسب بخار

عملکرد
- حداکثر سرعت: ۴۲۵ کیلومتر بر ساعت در ارتفاع ۵٬۰۰۰ متری
- پایاسیر: ۲۷۰ کیلومتر بر ساعت در سطح دریا
- سقف پرواز: ۸٬۲۰۰ متر
- برد: ۳٬۰۰۰ کیلومتر
  - ۱۱۶۰ کیلومتر با ۵۰۰ کیلوگرم بمب

تسلیحات
- ۶ × مسلسل ۷٫۹ میلی‌متری ام‌گه ۱۵
- حداکثر ۱٬۰۰۰ کیلوگرم بمب